# David Simon
David Simon (ur. 9 sierpnia 1982 w Vernon Hills) – amerykański koszykarz, występujący na pozycji środkowego, obecnie zawodnik Kioto Hannaryz.
W 2005 reprezentował Minnesotę Timberwolves, a w 2008 Memphis Grizzlies, podczas rozgrywek letniej ligi NBA. W 2005 wziął także udział w mini campie New Jersey Nets.

## Osiągnięcia
Na podstawie, o ile nie zaznaczono inaczej.
NCAA
- Lider konferencji Independent w:
  - średniej:
    - punktów (2004 – 18, 2005 – 16,6)
    - zbiórek (2004 – 9,8)
    - bloków (2004 – 1,9, 2005 – 1,9)

  - liczbie:
    - punktów (2004 – 503, 2005 – 415)
    - zbiórek (2004 – 275)
    - bloków (2004 – 54)
    - celnych rzutów:
      - z gry (2004 – 188, 2005 – 157)
      - wolnych (2004 – 125, 2005 – 100)

    - oddanych rzutów:
      - z gry (2004 – 322)
      - wolnych (2004 – 193, 2005 – 158)

  - skuteczności rzutów z gry (2004 – 58,4%, 2005 – 52,3%)

Drużynowe
- Mistrz:
  - Bułgarii (2006)
  - Korei Południowej (2017)
  - Kazachstanu (2013, 2014)
- Zdobywca pucharu:
  - Bułgarii (2006)
  - Kazachstanu (2013, 2014)
- Wicemistrz Korei Południowej (2015)

Indywidualne
- MVP Ligi Adriatyckiej (ABA – 2012)
- Zaliczony do I składu defensywnego południowokoreańskiej ligi KBL (2017)
- Uczestnik meczu gwiazd ligi południowokoreańskiej (2011, 2016, 2018)
- Lider:
  - Ligi Adriatyckiej w:
    - średniej punktów (2012)
    - blokach (2012)

  - Eurocup w blokach (2006)